# Tilgungsdarlehen

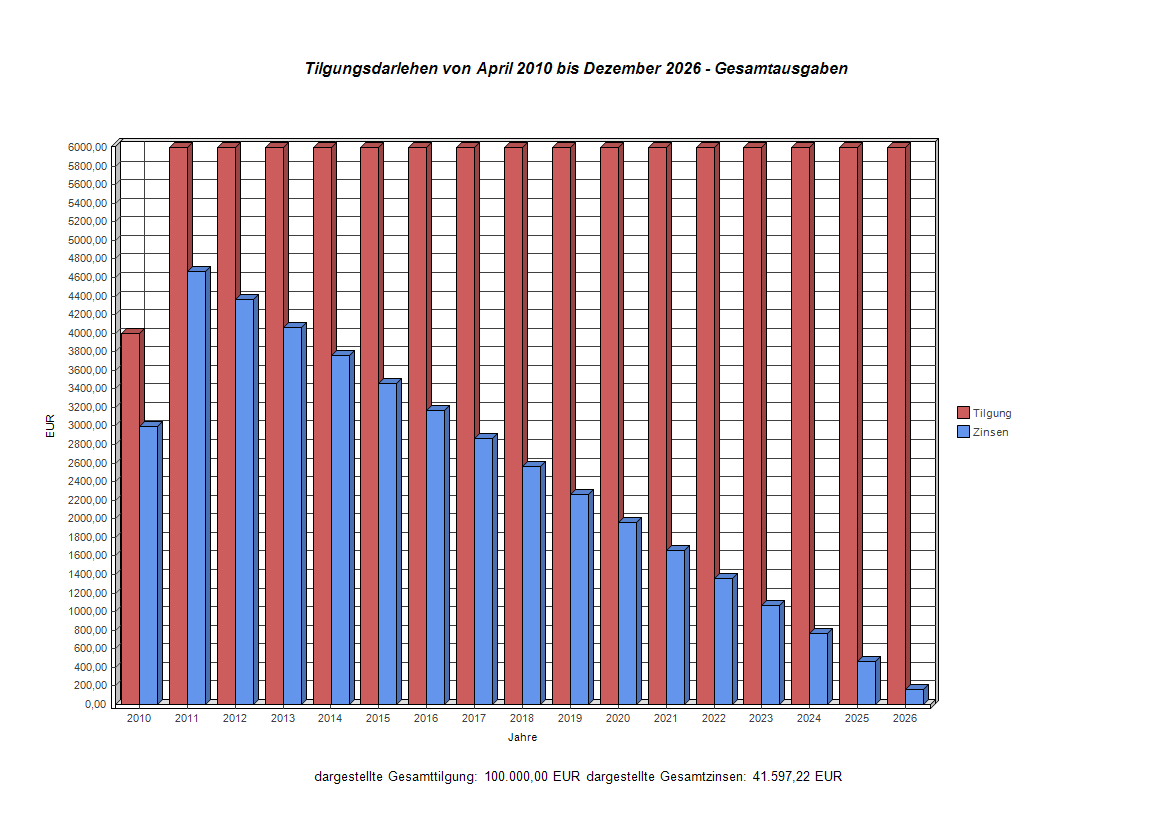
Verlauf eines Tilgungsdarlehens über 100 T€ mit 5,00 % Zinsen p. a. und fester Tilgung von 500 € / mtl.

Tilgungsdarlehen ist im Bankwesen der Oberbegriff für Darlehen, bei denen über eine feste Laufzeit eine Tilgungsleistung vereinbart wird. Der Schuldendienst setzt sich zu den jeweils vereinbarten Terminen dann aus der Tilgungsrate und den jeweils auf die Restschuld berechneten Zinsen zusammen. Gegensatz ist das endfällige Darlehen.

## Allgemeines
Das Kompositum „Tilgungsdarlehen“ ist kein Fachbegriff, sondern wird umgangssprachlich für Kredite verwendet, die während der Kreditlaufzeit aufgrund eines Tilgungsplans vom Kreditnehmer zu tilgen sind. Zurückzuzahlen sind alle Kredite, doch bei den übrigen Kreditarten findet die Tilgung entweder unregelmäßig (Kontokorrentkredit, Dispositionskredit, Lombardkredit, revolvierender Kredit und Stand-by-Kredit) oder in einer Summe am Ende der Laufzeit statt (endfälliges Darlehen).

## Arten
Tilgungsdarlehen ist der Oberbegriff für Ratenkredite und Annuitätendarlehen, die beide aufgrund eines Tilgungsplanes mit regelmäßigen Tilgungsraten zurückzuzahlen sind. Der Tilgungsplan legt den Tilgungsrhythmus (monatlich, vierteljährlich, halbjährlich oder (selten) jährlich) und die Tilgungshöhe fest. Beim Ratenkredit gibt es lineare Tilgungsraten bei degressiv fallenden Kreditzinsen, so dass die Annuität ebenfalls degressiv verläuft. Das ist beim Annuitätendarlehen anders, denn hierbei gibt es eine konstante Annuität. Innerhalb dieser Annuität sinkt der Zinsanteil zu Gunsten des Tilgungsanteils.

## Beispielrechnungen
Tilgungsplan für einen Ratenkredit von 100.000 Euro mit einem Zinssatz von 5,00 % p. a. und einer Laufzeit von 5 Jahren.
Während sich die Tilgungsquote aus dem Verhältnis Tilgung und fälligem Betrag ermittelt (Tilgung / (Tilgung + Zinsen)), wird der Tilgungssatz aus dem Verhältnis Tilgung zu Restschuld errechnet. Der fällige Betrag ist stets die Summe aus Zins und Tilgung.
In der Tabelle sieht man wie der Anteil der Zinsen (die Zinsquote) abnimmt, während die Tilgungsquote steigt. Anders als der Zinssatz steigt der Tilgungssatz über die Zeit an. Weiters nimmt die Zinsrate ab, wohingegen die Tilgungsrate konstant bleibt.
| Jahr   | Restschuld   | Zins        | Zinsrate   | Zinssatz | Zinsquote | Tilgung      | Tilgungsrate | Tilgungsquote | Tilgungssatz | fälliger Betrag | Rate        |
| ------ | ------------ | ----------- | ---------- | -------- | --------- | ------------ | ------------ | ------------- | ------------ | --------------- | ----------- |
| 1      | 100.000,00 € | 5.000,00 €  | 5 T€ p. a. | 5 %      | 20 %      | 20.000,00 €  | 20 T€ p. a.  | 80 %          | 20 %         | 25.000,00 €     | 25 T€ p. a. |
| 2      | 80.000,00 €  | 4.000,00 €  | 4 T€ p. a. | 5 %      | 16,67 %   | 20.000,00 €  | 20 T€ p. a.  | 83,33 %       | 25 %         | 24.000,00 €     | 24 T€ p. a. |
| 3      | 60.000,00 €  | 3.000,00 €  | 3 T€ p. a. | 5 %      | 13,04 %   | 20.000,00 €  | 20 T€ p. a.  | 86,96 %       | 33,33 %      | 23.000,00 €     | 23 T€ p. a. |
| 4      | 40.000,00 €  | 2.000,00 €  | 2 T€ p. a. | 5 %      | 9,09 %    | 20.000,00 €  | 20 T€ p. a.  | 90,91 %       | 50 %         | 22.000,00 €     | 22 T€ p. a. |
| 5      | 20.000,00 €  | 1.000,00 €  | 1 T€ p. a. | 5 %      | 4,76 %    | 20.000,00 €  | 20 T€ p. a.  | 95,23 %       | 100 %        | 21.000,00 €     | 21 T€ p. a. |
|        |              |             |            |          |           |              |              |               |              |                 |             |
| Summen |              | 15.000,00 € |            |          |           | 100.000,00 € |              |               |              | 115.000,00 €    |             |

Tilgungsplan für einen Ratenkredit von 100.000 Euro mit einem Zinssatz von 5,00 % p. a. und einer monatlichen Tilgung von 500,00 Euro.
| Monat  | Restschuld   | Zins     | Tilgung   | monatliche Rate (Zins + Tilgung) |
| ------ | ------------ | -------- | --------- | -------------------------------- |
| 1      | 100.000,00 € | 416,67 € | 500,00 €  | 916,67 €                         |
| 2      | 99.500,00 €  | 414,58 € | 500,00 €  | 914,58 €                         |
| 3      | 99.000,00 €  | 412,50 € | 500,00 €  | 912,50 €                         |
| 4      | 98.500,00 €  | 410,42 € | 500,00 €  | 910,42 €                         |
| 5      | 98.000,00 €  | 408,33 € | 500,00 €  | 908,33 €                         |
| 6      | 97.500,00 €  | 406,25 € | 500,00 €  | 906,25 €                         |
| ...    | ...          | ...      | ...       | ...                              |
| 199    | 1.000,00 €   | 4,17 €   | 500,00 €  | 504,17 €                         |
| 200    | 500,00 €     | 2,08 €   | 500,00 €  | 502,08 €                         |
| Summen |              | 41.875 € | 100.000 € | 141.875 €                        |

Zum Vergleich:
Bei einem Annuitätendarlehen müsste man eine monatliche gleichbleibende Rate von 740 € vereinbaren, um in der gleichen Zeit das Darlehen zurückzuzahlen. Dort würden in der gesamten Darlehenslaufzeit insgesamt ca. 47.300 € Zinsen anfallen, wodurch ein Gesamtrückzahlungsbetrag von 147.300 Euro fällig würde.

## Vergleich
Ein Ratenkredit zeichnet sich durch monatliche Annuitäten aus, die nicht gleich bleiben. Dadurch entsteht im Laufe der Darlehenslaufzeit eine sinkende monatliche Belastung. Im Gegensatz zu einem Annuitätendarlehen wird hier nicht die monatliche Rate (bestehend aus Zins und Tilgung) vereinbart, die dann gleich bleibt, sondern die monatliche Tilgung. Zusätzlich wird auf die zu diesem Zeitpunkt bestehende Restschuld der Zins berechnet.
Ein Ratenkredit ermöglicht gerade im ersten Drittel der Darlehenslaufzeit im Vergleich zum Annuitätendarlehen eine schnellere Restschuldverringerung (Tilgung), während bei einem Annuitätendarlehen der Tilgungsanteil der monatlichen Rate zum Ende der Darlehenslaufzeit immer größer wird.
Tilgungspläne für die drei gängigsten Darlehensarten: Kapital: 100.000 Euro, Zinssatz: 5,00 % p. a., Laufzeit: 5 Jahre
| Jahr   | Restschuld | Zins     | Tilgung   | Rate      |
| ------ | ---------- | -------- | --------- | --------- |
| 1      | 100.000 €  | 5.000 €  | 20.000 €  | 25.000 €  |
| 2      | 80.000 €   | 4.000 €  | 20.000 €  | 24.000 €  |
| 3      | 60.000 €   | 3.000 €  | 20.000 €  | 23.000 €  |
| 4      | 40.000 €   | 2.000 €  | 20.000 €  | 22.000 €  |
| 5      | 20.000 €   | 1.000 €  | 20.000 €  | 21.000 €  |
|        |            |          |           |           |
| Summen |            | 15.000 € | 100.000 € | 115.000 € |

| Jahr   | Restschuld | Zins     | Tilgung   | Annuität  |
| ------ | ---------- | -------- | --------- | --------- |
| 1      | 100.000 €  | 5.000 €  | 18.097 €  | 23.097 €  |
| 2      | 81.903 €   | 4.095 €  | 19.002 €  | 23.097 €  |
| 3      | 62.901 €   | 3.145 €  | 19.952 €  | 23.097 €  |
| 4      | 42.949 €   | 2.147 €  | 20.950 €  | 23.097 €  |
| 5      | 22.000 €   | 1.100 €  | 22.000 €  | 23.100 €  |
|        |            |          |           |           |
| Summen |            | 15.488 € | 100.000 € | 115.488 € |

| Jahr   | Restschuld | Zins     | Tilgung   | Rate      |
| ------ | ---------- | -------- | --------- | --------- |
| 1      | 100.000 €  | 5.000 €  | 0 €       | 5.000 €   |
| 2      | 100.000 €  | 5.000 €  | 0 €       | 5.000 €   |
| 3      | 100.000 €  | 5.000 €  | 0 €       | 5.000 €   |
| 4      | 100.000 €  | 5.000 €  | 0 €       | 5.000 €   |
| 5      | 100.000 €  | 5.000 €  | 100.000 € | 105.000 € |
|        |            |          |           |           |
| Summen |            | 25.000 € | 100.000 € | 125.000 € |